# Canton de La Chartre-sur-le-Loir
Le canton de La Chartre-sur-le-Loir est une ancienne division administrative française située dans le département de la Sarthe et la région Pays de la Loire.

## Géographie
Ce canton était organisé autour de La Chartre-sur-le-Loir dans l'arrondissement de La Flèche. Son altitude variait de 47 m (Chahaignes) à 154 m (La Chapelle-Gaugain) pour une altitude moyenne de 63 m.

## Représentation

### Conseillers généraux de 1833 à 2015
| Période | Période | Identité                                                                                                 | Étiquette                | Qualité |
| ------- | ------- | --- | ------------------------ | --- |
| 1833    | 1870    | Gervais Chevallier                                                                                       |                          | Propriétaire au Mans, négociant, notaire, maire de La Chartre-sur-le-Loir                                                                                    |
| 1870    | 1871    | Ernest Eugène Duboys d'Angers                                                                            |                          | Président de la cour impériale d'Orléans |
| 1871    | 1880    | François Charles Édouard Gentils                                                                         | Républicain              | Maire de La Chartre-sur-le-Loir |
| 1880    | 1886    | M. Cornilleau                                                                                            | Républicain              | Propriétaire à L'Homme |
| 1886    | 1904    | Godefroy Cavaignac                                                                                       | Républicain nationaliste | Maître des requêtes au Conseil d'État, député (1882-1905), maire de Flée, ministre (entre 1885 et 1892), président du conseil général                        |
| 1904    | 1919    | Marcel Ernous                                                                                            | Républicain              | Docteur en médecine à La Chartre-sur-le-Loir |
| 1919    | 1940    | Duc Antoine Bon de Gramont-Lesparre                                                                      | AD                       | Député (1928-1932), maire de Lhomme (1919-1935), nommé membre de la Commission administrative départementale en 1941, nommé conseiller départemental en 1943 |
|         |         | |                          | |
| 1945    | 1955    | Antoine Bon de Gramont-Lesparre                                                                          | RPF puis DVD             | Conseiller municipal de Lhomme |
| 1955    | 1961    | Michel Maris                                                                                             | DVD                      | Exploitant forestier, maire de La Chartre-sur-le-Loir (1955-1961)                                                                                            |
| 1961    | 1979    | Arnaud de Gramont-Moncey de Conegliano, duc de Lesparre (1928-1982) (fils d'Antoine de Gramont-Lesparre) | RI puis UDF-PR           | Exploitant forestier, administrateur de sociétés, Lhomme |
| 1979    | 1985    | Bertrand de Maigret                                                                                      | UDF-PR                   | Cadre, député (1978-1981), ancien vice-président du conseil de Paris                                                                                         |
| 1985    | 2004    | Armand de Malherbe                                                                                       | DVD                      | PDG d'une agence de publicité, maire de Marçon |
| 2004    | 2015    | Gérard Brault                                                                                            | PCF                      | Instituteur retraité, maire de Lhomme (1987-2008) |

Le canton participe à l'élection du député de la troisième circonscription de la Sarthe.

### Conseillers d'arrondissement (de 1833 à 1940)
Le canton de La Chartre appartenait à l'arrondissement de Saint-Calais jusqu'à sa disparition en 1926.
| Période                                  | Période      | Identité                         | Étiquette | Qualité |
| ---------------------------------------- | ------------ | -------------------------------- | --------- | --- |
| 1833                                     |              | Julien Quétin-Pothée (1768-1846) |           | Papetier, maire de Poncé-sur-le-Loir                                                                        |
|                                          |              |                                  |           | |
| 1883                                     | 1885 (décès) | Octave Deslandes (1850-1885)     |           | Propriétaire à Beaumont-La Chartre                                                                          |
|                                          |              |                                  |           | |
| 1919                                     | 1937         | Marcel Métais                    | Radical   | Propriétaire, maire de Chahaignes                                                                           |
| 1937                                     | 1940         | M. Gourmon                       | Radical   | Maire de La Chartre-sur-le-Loir (1929-1936)                                                                 |
| 1940                                     |              |                                  |           | Les conseils d'arrondissement ont été suspendus par la loi du 12 octobre 1940 et n'ont jamais été réactivés |
| Les données manquantes sont à compléter. |              |                                  |           | |

## Composition

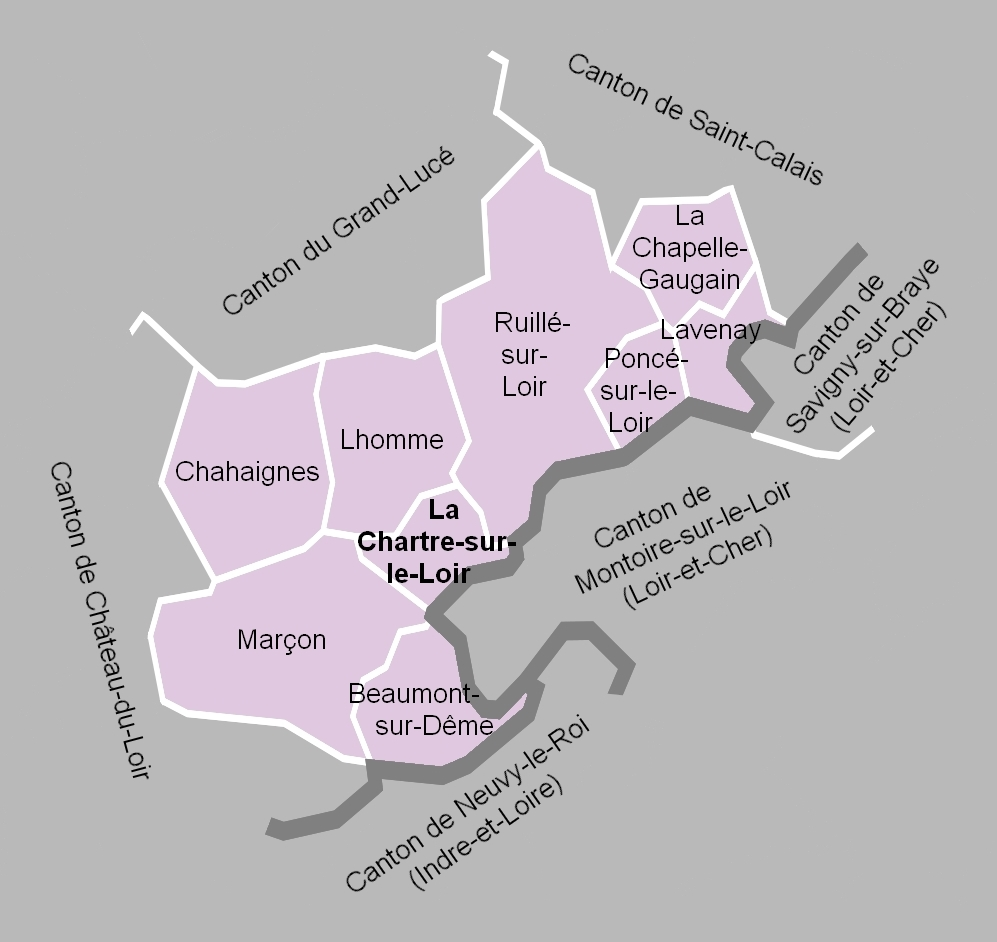
La carte des communes du canton. Les cantons limitrophes étaient ceux du Grand-Lucé, de Saint-Calais, de Savigny-sur-Braye, de Montoire-sur-le-Loir, de Neuvy-le-Roi et de Château-du-Loir.

Le canton de Chartre-sur-le-Loir comptait 6 700 habitants en 2012 (population municipale) et regroupait neuf communes :
- Beaumont-sur-Dême ;
- Chahaignes ;
- La Chapelle-Gaugain ;
- La Chartre-sur-le-Loir ;
- Lavenay ;
- Lhomme ;
- Marçon ;
- Poncé-sur-le-Loir ;
- Ruillé-sur-Loir.

À la suite du redécoupage des cantons pour 2015, toutes les communes sont rattachées au canton de Château-du-Loir.
Contrairement à beaucoup d'autres cantons, le canton de La Chartre-sur-le-Loir n'incluait aucune commune supprimée depuis la création des communes sous la Révolution.

## Démographie
| 1962  | 1968  | 1975  | 1982  | 1990  | 1999  | 2006  | 2011  | 2012  |
| ----- | ----- | ----- | ----- | ----- | ----- | ----- | ----- | ----- |
| 7 628 | 7 405 | 7 067 | 7 177 | 6 925 | 6 838 | 6 912 | 6 724 | 6 700 |